# Małgorzata pomorska (1470–1526)
Małgorzata pomorska (ur. najp. 1470, zm. 27 marca 1526) – żona Baltazara, księcia meklemburskiego na Schwerinie, córka Eryka II, księcia wołogoskiego, słupskiego i szczecińskiego oraz Zofii.

## Dyskusje wokół ślubu Małgorzaty i Baltazara
Według M. Wehrmana ślub pomiędzy Baltazarem a Małgorzatą został zawarty w 1487. Do wysnucia takiego wniosku skłaniał niemieckiego historyka fakt, że najstarszy brat Małgorzaty – Bogusław X, w czerwcu 1487 ustalał ostateczny termin mariażu na czwarty kwartał tego samego roku. Książę meklemburski w latach 1474–1480 był biskupem zwierzyńskim. 
Zdaniem F. Wiggera zaręczyny obojga przyszłych małżonków nastąpiły już 7 listopada 1484. Termin ślubu, który był wyznaczony na połowę sierpnia 1485 nie został dotrzymany. W źródłach spotykane są też i inne daty, tj. 1478 (Kronika strzałowska J. Berckmana) i 1482 (Roczniki Uniwersytetu w Greifswaldzie). Dziś utrzymuje się datę 1487, tym bardziej, że oboje małżonkowie występują razem w styczniu – na zjeździe roztockim. Małżonkowie nie doczekali się potomstwa.

## Genealogia
| Warcisław IX ur. 1395? lub w okr. 1395–1400 zm. 17 IV 1457 | Warcisław IX ur. 1395? lub w okr. 1395–1400 zm. 17 IV 1457 |                                                       |                                                       | Zofia ur. najwcz. 1374 zm. 1462 | Zofia ur. najwcz. 1374 zm. 1462 |  |  | Bogusław IX ur. najp. 1405 zm. 7 XII 1446 | Bogusław IX ur. najp. 1405 zm. 7 XII 1446 |                                     |                                     | Maria mazowiecka ur. najp. w okr. 1412–1415 zm. 18 II 1454 | Maria mazowiecka ur. najp. w okr. 1412–1415 zm. 18 II 1454 |
|                                                            |                                                            |                                                       |                                                       |                                 |                                 |  |  |                                           |                                           |                                     |                                     |                                                            |                                                            |
|                                                            |                                                            |                                                       |                                                       |                                 |                                 |  |  |                                           |                                           |                                     |                                     |                                                            |                                                            |
|                                                            |                                                            | Eryk II ur. w okr. 1418–1425 lub poźn. zm. 5 VII 1474 | Eryk II ur. w okr. 1418–1425 lub poźn. zm. 5 VII 1474 |                                 |                                 |  |  |                                           |                                           | Zofia ur. ok. 1434 zm. 24 VIII 1497 | Zofia ur. ok. 1434 zm. 24 VIII 1497 |                                                            |                                                            |
|                                                            |                                                            |                                                       |                                                       |                                 |                                 |  |  |                                           |                                           |                                     |                                     |                                                            |                                                            |
|                                                            |                                                            |                                                       |                                                       |                                 |                                 |  |  |                                           |                                           |                                     |                                     |                                                            |                                                            |
|                                                            |                                                            |                                                       |                                                       |                                 |                                 |  |  |                                           |                                           |                                     |                                     |                                                            |                                                            |

|  |  |  |  | Małgorzata pomorska (ur. najp. 1470, zm. 27 III 1526) |